# Ingemar Düring
Hans Ingemar Düring, (Gotemburgo 2 de septiembre de 1903 -  Styrsö, 23 de diciembre de 1984), fue un profesor sueco de lenguas clásicas en Gotemburgo desde 1945 hasta 1970.
Düring obtuvo su doctorado en filosofía y fue docente de griego en la Universidad de Gotemburgo en 1930, catedrático en el instituto general de enseñanza superior en Vänersborg en 1932 y en el instituto general de enseñanza superior Hvitfeldtska en Gotemburgo en 1939, y fue profesor de lenguas clásicas en Gotemburgo entre 1945 y 1970. Fue presidente de la comisión escolar de 1946, inspector en el seminario de educación primaria de Guldheden, presidente de la Asociación Humanística en Gotemburgo, miembro del consejo de la radio, miembro del consejo del Instituto Sueco en Roma y del Instituto Sueco en Atenas, presidente del comité sueco de la UNESCO, miembro del consejo sueco de la Unersco, de la comisión bíblica de 1963, así como presidente de la Sociedad Filológica de Gotemburgo y de la Asociación de Filología Clásica de Gotemburgo. Düring fue uno de los fundadores de la Asociación Sueca de Clásicos y su presidente entre 1945 y 1948. Fue profesor visitante en el Institute for Advanced Study en Princeton, Estados Unidos, en 1955-1956.
El campo de especialización de Düring fueron las lenguas clásicas. Su tesis doctoral trató sobre la teoría armónica de Claudio Ptolomeo. Posteriormente publicó varios trabajos sobre Platón y, sobre todo, Aristóteles. Durante las décadas de 1950 y 1960 revisó un gran número de fuentes escritas sobre el pensamiento de Aristóteles e impulsó varios simposios para investigadores aristotélicos en la década de 1960. Su trabajo culminó en el libro Aristoteles Darstellung und Interpretation seines Denkens. Durante sus últimos años de trabajo, antes de sufrir un derrame cerebral en 1969, trabajó en una versión actualizada de este libro en inglés, que no pudo completar.
Cuando asumió su cátedra en la Universidad de Gotemburgo, esta era una pequeña institución, centrada principalmente en los estudios de lenguas, filosofía e historia. Durante las etapas finales de la Segunda Guerra Mundial, estudiantes de medicina noruegos pudieron completar su formación clínica en los hospitales de Gotemburgo, lo que impulsó la idea de ampliar la educación superior en Gotemburgo con una facultad de medicina y materias científicas y matemáticas. Ingemar Düring se involucró activamente en estos planes y fue uno de los principales impulsores de la creación de la Universidad de Gotemburgo.
Su amplia competencia y capacidad de trabajo le llevaron a asumir una serie de otros importantes encargos. Fue nombrado presidente de la comisión escolar de 1946. Antes de que Suecia se convirtiera en miembro de la UNESCO en 1950, participó en varias grandes conferencias de la UNESCO como observador sueco, y después de la adhesión, dirigió durante varios años el consejo sueco de la UNESCO y las delegaciones suecas en las conferencias de la UNESCO. Defendió la idea de que Suecia debía influir en la opinión mundial sobre la reconstrucción cultural necesaria después de la guerra y fomentar las oportunidades educativas en los países en desarrollo. Aunque siempre fue humanista, tenía una clara comprensión de la importancia de las ciencias naturales en el futuro y de la necesidad de que los jóvenes investigadores tuviesen oportunidades de contacto internacional.
Düring fue elegido miembro de la Sociedad de Ciencias y Letras de Gotemburgo en 1941 y de la Academia Sueca de Letras, Historia y Antigüedades en 1959. Fue nombrado caballero de la Orden de la Estrella Polar en 1948, comandante de la misma orden en 1955 y de la Orden de Vasa en 1956 y comandante de primera clase de la Orden de la Estrella Polar en 1969.
En 1969, poco antes de cumplir 66 años, Ingemar Düring sufrió un derrame cerebral y quedó parcialmente paralizado. En ese momento estaba participando como experto en la selección de su sucesor y tenía varios proyectos inacabados que tuvieron que ser abandonados. Pasó la mayor parte de sus últimos años de vida en el hospital y nunca se recuperó lo suficiente como para retomar sus actividades científicas. Düring está enterrado en el cementerio occidental de Gotemburgo.

### Monografías
- Ptolemaios und Porphyrios über die Musik. Elanders Boktryckeri Aktiebolag, Gotemburgo 1934, ND Georg Olms Verlag, 1987, Extractos en línea.
- Herodicus the Cratetean. A study in antiplatonic tradition. Wahlström & Widstrand, Estocolmo 1941.
- Aristotle in the Ancient Biographic Tradition. Almquist & Wiksell, Gotemburgo 1957.
- (Ed., con G. E. L. Owen): Aristotle and Plato in the Mid-Fourth Century. Papers of the Symposium Aristotelicum held at Oxford in August, 1957. Almqvist & Wiksell, Gotemburgo, 1960. – Reseña de: G. B. Kerferd, en: The Classical Review, New Series 12, 1962, pp. 44–46, en línea (JSTOR).
- Aristoteles. Darstellung und Interpretation seines Denkens. C. Winter Universitätsverlag, Heidelberg 1966; 2ª ed., reimpresión sin cambios, Winter, Heidelberg 2005 (Bibliothek der klassischen Altertumswissenschaften, 2ª Serie; N.F., Volumen 114), ISBN 3-8253-5036-3.
- Traducción al español: Aristóteles. Exposición e interpretación de su pensamiento. Traducción y edición de Bernabé Navarro. México 1987, 2ª ed. 1990, Extractos en línea.
- Traducción al griego: Ο Αριστοτέλης. Παρουσίαση και ερμηνεία της σκέψης του. Traducción: Paraskevi Kotzia. Μορφωτικό Ίδρυμα Εθνικής Τραπέζης, Atenas 1991.
- (Ed.): Naturphilosophie bei Aristoteles und Theophrast. Verhandlungen des 4. Symposium Aristotelicum. Veranstaltet in Göteborg, August 1966. Lothar Stiehm, Heidelberg 1969.

### Ediciones
- (Ed.): Die Harmonielehre des Klaudios Ptolemaios. Elander, Gotemburgo, 1930; Reimpresión Olms, Hildesheim 1982.
- (Ed.): Porphyrios, Kommentar zur Harmonielehre des Ptolemaios. Elander, Gotemburgo 1932; Reimpresión Olms, Hildesheim 1978, ISBN 3-487-06667-X
- (Ed.): Aristotle’s De Partibus animalium. Critical and literary commentaries. Wettergren & Kerber, Gotemburgo 1943.
- (Ed.): Aristotle’s chemical Treatise: Meteorologica, book IV. With introduction and commentary. Wettergren & Kerber, Gotemburgo 1944.
- (Ed.): Chion of Heraclea. A Novel in Letters. Wettergren & Kerber, Gotemburgo, 1951.
- (Ed.): Aristotle’s Protrepticus. An Attempt at Reconstruction. Elanders, Gotemburgo, 1961.
- (Ed.): Der Protreptikos des Aristoteles. Einleitung, Text, Übersetzung und Kommentar. Vittorio Klostermann, Frankfurt am Main 1969.

## Artículos
- Ptolemy’s Vita Aristotelis Rediscovered. En: Robert B. Palmer y Robert Hamerton-Kelly: Philomathes. Studies and Essays in the Humanities in Memory of Philip Merlan. La Haya 1971, pp. 264–269.
- Aristoteles, en: Paulys Realencyclopädie der classischen Altertumswissenschaft. Suplemento 11, 1968, columnas 161–335; también como edición especial: Alfred Druckenmüller, Stuttgart 1968.